# Duets (album de Sting)
Pour les articles homonymes, voir Duets.
Albums de Sting
My Songs
(2019) The Bridge
(2021)
Duets est une compilation de chansons de l'auteur-compositeur-interprète britannique Sting, enregistrées en collaboration avec d'autres artistes, sorti le 19 mars 2021. Mise à part les inédites September et Practical Arrangement, qui étaient incluses dans des éditions de luxe, toutes ces chansons sont tirées de ses albums ou de ceux des artistes dont il était l'invité. It's Probably Me et We'll Be Together sont tirées de bandes originales de films. 
Cependant, plusieurs titres, tels Simple en performance avec Ricky Martin, Message in a Bottle avec le quatuor All Saints, Spirits in the Material World avec Pato Banton issu du film Ace Ventura en Afrique ou encore Always on Your Side en duo avec Sheryl Crow, ne sont pas inclus sur l'album.
La chanson Englishman in New York a été adaptée par l'artiste béninois Shirazee, résidant du Bronx, avec le titre African in New York pour son album Lost sorti en 2020. Sting fut enchanté de cette version et il l'a invité à faire cette nouvelle version, intitulée Englishman/African in New York. Elle est sortie en téléchargement et placée en bonus sur l'édition de luxe française de l'album. Une version live est enregistrée comme clip promotionnel.

## Liste des chansons
La plupart des chansons sont tirées des albums des artistes qui ont invité Sting sinon l'origine est spécifiée,.
| No  | Titre | Auteur                                                    | Avec             | Durée |
| --- | --- | --------------------------------------------------------- | ---------------- | ----- |
| 1.  | Little Something (issu de l'album Sunset in the Blue (en) - 2020)                                                | Chatenet, Blake, Miller, Sumner, Stenmalm, Gardot, Abakar | Melody Gardot    | 2:42  |
| 2.  | It's Probably Me (issu de l'album de la BO du film Lethal Weapon 3 - 1992)                                       | Clapton, Sumner, Kamen                                    | Eric Clapton     | 5:02  |
| 3.  | Stolen Car (issu de l'album Interstellaires - 2015)                                                              | Sumner, Farmer                                            | Mylène Farmer    | 3:22  |
| 4.  | Desert Rose (issu de l'album Brand New Day de Sting - 1999)                                                      | Sumner                                                    | Cheb Mami        | 4:47  |
| 5.  | Rise & Fall (issu de l'album Slicker Than Your Average - 2002)                                                   | David, Miller, Sumner                                     | Craig David      | 4:46  |
| 6.  | Whenever I Say Your Name (issu de l'album Sacred Love de Sting - 2003)                                           | Sumner                                                    | Mary J. Blige    | 5:24  |
| 7.  | Don’t Make Me Wait (issu de l'album 44/876 de Sting & Shaggy - 2018)                                             | Reid, Sumner, Jones, Garrett, Burrell, Pizzonia           | Shaggy           | 3:35  |
| 8.  | Reste (issu de l'album Ceinture Noire - 2019)                                                                    | Sumner, Gims, Rebillaud                                   | Gims             | 3:49  |
| 9.  | We'll Be Together (issu de l'album de la BO du film Bridget Jones: The Edge of Reason - 2004)                    | Sumner                                                    | Annie Lennox     | 3:53  |
| 10. | L'Amour, c'est comme un jour (issu de l'album Duos - 2008)                                                       | Aznavour, Stéphane                                        | Charles Aznavour | 4:08  |
| 11. | My Funny Valentine (issu de l'album japonais My Funny Valentine: At the Movies de Sting - 2005)                  | Hart, Rodgers                                             | Herbie Hancock   | 4:53  |
| 12. | Fragile (issu de l'album Crazy - 1994)                                                                           | Sumner                                                    | Julio Iglesias   | 4:25  |
| 13. | Mama (issu de l'album 1984 - 2020)                                                                               | Gashi, Sumner, Sibley, Cunningham                         | Gashi (en)       | 3:19  |
| 14. | September (issu de l'album D.O.C - Deluxe Edition - 2020)                                                        | Sumner, Mathes                                            | Zucchero         | 3:28  |
| 15. | Practical Arrangement (issu de l'album The Last Ship - Super Deluxe de Sting - 2013)                             | Sumner                                                    | Jo Lawry (en)    | 4:35  |
| 16. | None of Us Are Free (en) (issu de l'album Overnight Sensational (en) - 2006)                                     | Mann, Russell, Weil                                       | Sam Moore        | 4:04  |
| 17. | In the Wee Small Hours of the Morning (issu de l'album Slowing Down the World (en) - 1999)                       | Hilliard, Mann (en)                                       | Chris Botti      | 4:28  |
| 18. | Englishman/African In New York (Bonus sur certaines éditions. Sorti en single au nom de Sting & Shirazee - 2021) | Sumner, Shirazee                                          | Shirazee         | 3:30  |